# Neuville-Coppegueule

Neuville-Coppegueule este o comună în departamentul Somme, Franța. În 1 ianuarie 2022 avea o populație de 511 de locuitori.